# بیل ویتلی
بیل ویتلی (انگلیسی: Bill Wheatley; ۵ ژوئیهٔ ۱۹۰۹ – ۵ فوریهٔ ۱۹۹۲) بازیکن بسکتبال اهل ایالات متحده آمریکا بود.
وی در مسابقات کشوری و بین‌المللی در مجموع برندهٔ ۱ مدال طلا شده‌است.